# Alfonso de Zamora
Alonso o Alfonso de Arcos o Alfonso de Zamora (Zamora o Provincia de Zamora, 1476 - 1544) hebraísta, talmudista, teólogo, traductor y escritor judeoconverso español.

## Biografía

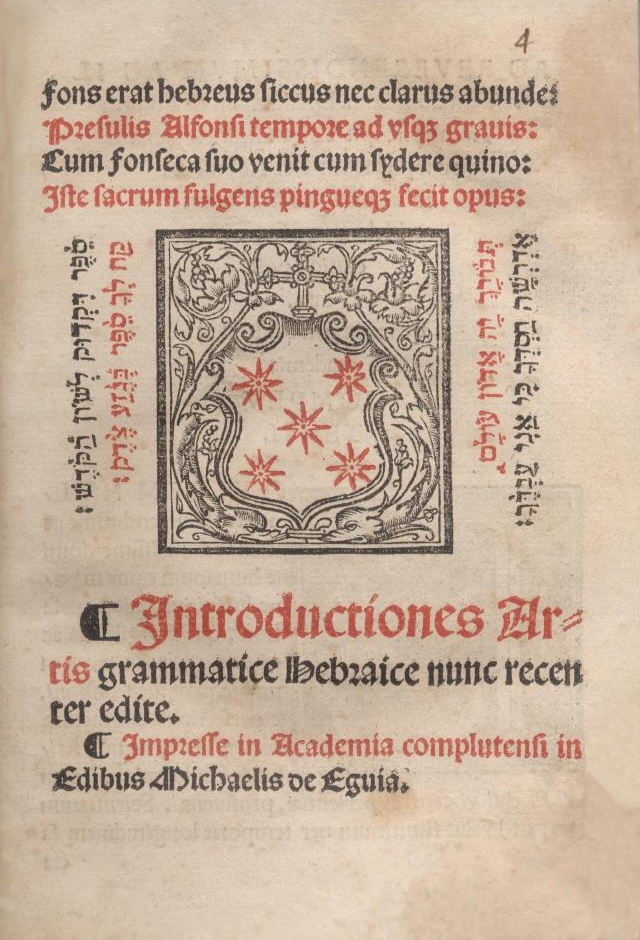
Introductionis artis Grammaticae hebraica (1526).

Nació en el alfoz de Zamora, donde obtuvo una excelente formación en exégesis, gramática, prosodia y caligrafía del hebreo, pero a los dieciocho años se vio obligado a abjurar la religión mosaica a causa del decreto de expulsión de los judíos promulgado por los Reyes Católicos en 1492 y marchó con su padre, el rabino Juan de Zamora, al extranjero, pero regresaron y fueron bautizados en 1506, subsistiendo como zapateros. En los primeros meses de 1508, se anunció vacante la cátedra de "hebrayco, caldeo y arábigo" de la Universidad de Salamanca, a la que opositaron Juan Rodríguez de Peralta, el italiano Diego de Populeto, el dominico Juan de Vitoria, el bachiller Parejas, el licenciado Juan de Ortega y el judeoconverso Alonso de Arcos o de Zamora. El rector salmantino indicó que a Populeto se le podía encargar que enseñase por dos años y fuera ayudado por Alonso de Zamora. Una orden del 5 de junio de 1509 detuvo el proceso de contratación de Al(f)onso en Salamanca y solo en 1510, y con la mediación del rey (que seguía siendo don Fernando), se pudo contratarlo por 5.000 maravedíes. 
En 1511, se decidió que "Alonso de Arcos, zapatero, podía mejor enseñar la lengua" y se le asignaron 6.000 maravedíes hasta acabar el curso. Después, llamado por el cardenal Francisco Ximénez de Cisneros, fue el primer catedrático de Hebreo y Arameo de la Universidad de Alcalá de Henares durante más de treinta años desde el 4 de julio de 1512. Para corresponder a esta protección, se encargó de preparar la columna hebrea y aramea de la Biblia Políglota Complutense con la ayuda de otros dos conversos, el segoviano Pablo Coronel y Alonso de Alcalá. Aunque ese texto hebreo tiene algunas peculiaridades en su vocalización y acentuación que hoy nos resultan extrañas, se trata de un texto consonántico cuidado, fiel a los manuscritos y con un criterio pedagógico muy claro: que puedan entenderlo los poco versados en la lengua hebrea. El texto arameo se limitó, por decisión de los editores, al volumen del Pentateuco, por opinar que en los restantes libros se aleja demasiado del original con sus glosas y adiciones. En el volumen VI de la Políglota Complutense (1515) se publicó también su Gramática hebrea en latín (notablemente ampliada en forma independiente en 1526), además de un diccionario, un tratado de ortografía hebrea, una lista de términos gramaticales, etc. 
La Gramática, sobre todo en su segunda edición, es una de las mejores y más completas que se escriben en la Europa renacentista y refunde el conocimiento acumulado por la filología hebrea andalusí. Escribió además una obra apologética en la que recoge los pasajes hebreos utilizados en la controversia judeocristiana y desplegó una notable actividad como copista y traductor de obras de los filólogos hebraicoespañoles. Muchos de sus manuscritos copiados o redactados por él han subsistido hasta hoy en la Biblioteca del Monasterio de San Lorenzo de El Escorial. Así, se encuentra inédita su traducción al español de la Exposición de los cincuenta y nueve primeros salmos del rabino David Qimchi y tradujo en latín con ayuda de Pedro Ciruelo el Libro del Génesis que copió en hebreo; redactó una Igereth, ("Carta"), un tratado en hebreo y latín dirigido a los judíos de Roma sobre los errores de la religión mosaica. Un Sepher Chocmath Elohim ("Libro de la sabiduría de Dios") en hebreo, tratado apologético de la religión cristiana contra la judaica, también le ha sido atribuido. Se conservan además sus traducciones de Comentarios sobre Isaías y Jeremías y una Introducción a la Targum que fue impresa en 1532.

## Obra
- Introductiones Artis grammatice Hebraice nunc recenter edite. In Academia Complutensi. In aedibus Michaelis de Eguia, 1 Mai 1526.